# Last Call (ER)
Last Call is de vierde aflevering van het derde seizoen van de televisieserie ER, die voor het eerst werd uitgezonden op 17 oktober 1996.

## Verhaal
Dr. Ross heeft gezelschap gehad van een vrouw en terwijl hij haar naar huis brengt, krijgt zij een toeval. Aangekomen in het ziekenhuis overlijdt zij. Hij kan zich niet meer herinneren hoe zij heette en haat zichzelf hiervoor, hij merkt ook dat zijn collega's hem nu anders bekijken.
Dr. Benton en dr. Carter zijn nu werkzaam onder de kinderchirurg dr. Keaton, dr. Benton heeft niet de bevlogenheid voor dit werk terwijl dr. Carter dit wel heeft. Dr. Carter beseft, nadat zijn woning is afgebrand, dat de presentatiedia’s voor dr. Benton ook verbrand zijn en weet niet hoe hij dit tegen hem moet zeggen. Hij wacht hier te lang mee en moet het hem dan mededelen terwijl dr. Benton met de presentatie bezig is. Ondertussen heeft hij wel een plek gevonden om te slapen, bij zijn collegastudent dr. Gant. 
Boulet krijgt de aandacht van een aantrekkelijke patiënt die haar uitvraagt, zij is hier nog niet aan toe en wijst hem af. Zij ervaart bijwerkingen van haar medicijnen die haar ongerust maken over haar hivstatus.
Hathaway besluit om geneeskunde te gaan studeren.

## Rolverdeling

### Hoofdrol
- Anthony Edwards - Dr. Mark Greene
- George Clooney - Dr. Doug Ross
- Noah Wyle - Dr. John Carter
- Eriq La Salle - Dr. Peter Benton
- Laura Innes - Dr. Kerry Weaver
- Omar Epps - Dr. Dennis Gant
- John Aylward - Dr. Donald Anspaugh
- Jorja Fox - Dr. Maggie Doyle
- Glenne Headly - Dr. Abby Keaton
- Gloria Reuben - Jeanie Boulet
- Julianna Margulies - verpleegster Carol Hathaway
- Yvette Freeman - verpleegster Haleh Adams
- Ellen Crawford - verpleegster Lydia Wright
- Vanessa Marquez - verpleegster Wendy Goldman
- Lily Mariye - verpleegster Lily Jarvik
- Conni Marie Brazelton - verpleegster Connie Oligario
- Abraham Benrubi - Jerry Markovic
- Charles Noland - E-Ray
- Lyn Alicia Henderson - ambulancemedewerker Pamela Olbes

### Gastrol
Onder anderen:
- Brian Wimmer - Mickey
- Lisa Nicole Carson - Carla Reece
- Lisa Darr - Nadine Wilkes
- Allison Mackie - Claire Wilkes
- Rose Gregorio - Helen Hathaway
- Jane Daly - Diane Armitage
- Mena Suvari - Laura-Lee Armitage
- Bruce Beatty - Howard
- Mike Cannizzo - Cedrone